# レゾリューション (原子力潜水艦)
|          | |
| 艦歴     | |
| 発注     | 1963年5月                                                                                                 |
| 起工     | 1964年2月26日                                                                                             |
| 進水     | 1966年9月15日                                                                                             |
| 就役     | 1967年10月2日                                                                                             |
| 退役     | 1994年10月22日                                                                                            |
| その後   | ロシスにて係留中                                                                                          |
| 除籍     | |
| 性能諸元 | |
| 排水量   | 水上 7,500トン 水中 8,400トン                                                                             |
| 全長     | 129.5m |
| 全幅     | 10.1m |
| 吃水     | 9.1m |
| 機関     | ロールス・ロイスPWR1型加圧水型原子炉 1基 イングリッシュ・エレクトリック蒸気タービン 2基 1軸推進 15000馬力 |
| 最大速   | 水中 25ノット 水上 20ノット                                                                               |
| 潜行深度 | |
| 乗員     | 143名 |
| 兵装     | 21インチ魚雷発射管 6門 スピアフィッシュ ポラリスA-3TK 16基                                                |
| 探索装置 | 2001型艦首ソナー 2023型曳航式ソナー 2007型ソナー (音響要撃受信機) 1003型レーダー 攻撃/索敵潜望鏡          |

レゾリューション(HMS Resolution, S22)は、イギリス海軍の原子力潜水艦。レゾリューション級原子力潜水艦の1番艦。この名を受け継いだ艦としては11代目にあたる。

## 艦歴
「レゾリューション」は、1963年5月にヴィッカース・アームストロングに40,200,000ポンドで発注され、バロー・イン・ファーネス造船所にて1964年2月26日にアルフレッド・シムス卿によって起工され、1966年9月15日にエリザベス・ボーズ＝ライアンによって命名、進水し、1967年10月2日に就役した。
就役後に公試が行われ、1968年2月15日に最初のポラリス・ミサイルを発射した。その後1968年6月15日に最初の哨戒任務を始める。
レゾリューションのミサイル発射システムは1984年に更新された。1991年には108日間という最長の哨戒を実施した。
1992年に最初のトライデント潜水艦が完成すると、レゾリューション級は徐々に退役することとなる。レゾリューションは69日間の哨戒を終え1994年10月22日に退役、ロシス造船所で保管された。